# アルマンド・トロヴァヨーリ
アルマンド・トロヴァヨーリ（Armando Trovajoli, 1917年9月2日 - 2013年2月28日）は、イタリアの作曲家、指揮者である。ジャズの分野で、200作を超える映画音楽を手がけている。『ふたりの女』、『昨日・今日・明日』、『あゝ結婚』、『あんなに愛しあったのに』の作曲で知られる。

## 来歴・人物
1917年9月2日、イタリアのラツィオ州ローマ県ローマで生まれる。父はヴァイオリン奏者で、アルマンドもヴァイオリンを学び、のちにピアノと作曲をサンタ・チェチーリア音楽院に学んだ。
1962年2月14日、女優のピア・アンジェリと結婚、翌1963年1月8日、ふたりの間にハワード・アンドリュー・ルガンティーノが生まれる。1966年、マルコ・ヴィカリオ監督の『黄金の七人』でナストロ・ダルジェント作曲賞を初受賞する。1969年、妻ピア・アンジェリと離婚、ピアは2年後にバルビツール酸系薬物の過剰摂取で死去している。
1972年6月7日、歌手のマリア・パオラ・サピエンツァと正式に結婚、のちに次男ジョルジョが生まれる。1978年、エットーレ・スコラ監督の『特別な一日』でナストロ・ダルジェント作曲賞を二度目受賞する。同年、マルコ・ヴィカリオ監督の Mogliamante でダヴィド・ディ・ドナテッロ賞音楽賞を受賞する。
1984年、エットーレ・スコラ監督の『ル・バル』でダヴィド・ディ・ドナテッロ賞音楽賞を受賞する。1987年、エットーレ・スコラ監督の『ラ・ファミリア』でナストロ・ダルジェント作曲賞を三度目受賞する。
1995年、フライアーノ賞映画功労賞を受賞する。
2000年代に入り、90歳を迎えてからも現役として活動していた。2007年、ダヴィド・ディ・ドナテッロ賞功労賞を受賞する。
2013年3月2日、イタリアのANSA通信社がトロヴァヨーリの死亡を報道。2月28日死去とされる。

## フィルモグラフィ

### 1940年代
- Maracatumba... ma non è una rumba : 監督エドモンド・ロッツィ、1949年 - サウンドトラック （"Be-Bop"作曲）
- 『にがい米』 Riso amaro : 監督ジュゼッペ・デ・サンティス、1949年 - 指揮 （ノンクレジット）

### 1950年代
- 『アンナ』 Anna : 監督アルベルト・ラットゥアーダ、1951年 - サウンドトラック （"El Negro Zumbon"）
- 『パリはいつもパリ』 Parigi è sempre Parigi : 監督ルチアーノ・エンメル、1952年 - 作曲
- La tratta delle bianche : 監督ルイジ・コメンチーニ、1952年 - 作曲
- Eran trecento : 監督ジャン・パオロ・カレガリ、1952年 - 作曲
- 『イタリアの兄弟』 Fratelli d'Italia : 監督ファウスト・サラチェーニ、1952年 - 作曲
- 『クレオパトラと二晩』 Due notti con Cleopatra : 監督マリオ・マットリ、1953年 - 作曲・指揮
- 『異教徒たち』 Le infedeli : 監督マリオ・モニチェリ / ステーノ、1953年 - 作曲・指揮
- 『地上でもっともコミカルな光景』 Il più comico spettacolo del mondo : 監督マリオ・マットリ、1953年 - 作曲
- 『彼を欲したのは彼女』 Era lei che lo voleva : 監督マリノ・ジローラミ / ジョルジオ・シモネッリ、1953年 - 作曲
- 『無常なるかな人生』 Un giorno in pretura : 監督ステーノ、1954年 - 作曲
- Carovana di canzoni : 監督セルジオ・コルブッチ、1954年 - 指揮
- 『河の女』 La donna del fiume : 監督マリオ・ソルダーティ、1954年 - 作曲
- Le diciottenni : 監督マリオ・マットリ、1955年 - 作曲・指揮
- Donne sole : 監督ヴィットリオ・サーラ、1955年 - 指揮
- 『女ともだち』 Le amiche : 監督ミケランジェロ・アントニオーニ、1955年 - ピアノ演奏
- Bravissimo : 監督ルイジ・フィリッポ・ダミーコ、1955年 - 作曲
- Questa è la vita : 監督ルイジ・ザンパ、1956年 - 作曲・指揮
- 『ママっ子』 Il cocco di mamma : 監督マウロ・モラッシ、1957年 - 作曲
- 『キャンピング』 Camping : 監督フランコ・ゼフィレッリ、1957年 - 作曲・指揮
- 『貧しい富豪たち』 Poveri milionari : 監督ディーノ・リージ、1959年 - 作曲
- 『おとこやもめ』 Il vedovo : 監督ディーノ・リージ、1959年 - 作曲
- 『冬の休暇』 Vacanze d'inverno : 監督カミッロ・マストロチンクェ、1959年 - 作曲
- 『百キロメートル』 La cento chilometri : 監督ジュリオ・ペトローニ、1959年 - 作曲
- 『テディ・ボーイズたちとの夜』 Le notti dei Teddy Boys : 監督レオポルド・サヴォーナ、1959年 - 作曲
- 『吸血鬼受難の時代』 Tempi duri per i vampiri : 監督ステーノ、1959年 - 作曲・音楽監督

### 1960年代
- Tu che ne dici? : 監督シルヴィオ・アマディオ、1960年 - 作曲
- 『独身男性の愉しみ』 I piaceri dello scapolo : 監督ジュリオ・ペトローニ、1960年 - 作曲
- 『9月8日の戦車』 Il carro armato dell'8 settembre : 監督ジャンニ・プッチーニ、1960年 - 作曲
- A qualcuna piace calvo : 監督マリオ・アメンドーラ、1960年 - 作曲
- 『甘い生活』 La dolce vita : 監督フェデリコ・フェリーニ、1960年 - 音楽アレンジ
- Un militare e mezzo : 監督ステーノ、1960年 - 作曲・指揮
- 『危険なデイト』 I piaceri del sabato notte : 監督ダニエーレ・ダンツァ、1960年 - 作曲
- 『怪談生娘吸血魔』 Seddok, l'erede di Satana : 監督アントン・ジュリオ・マジャノ、1960年 - 作曲
- 『地の果ての恋』 Questo amore ai confini del mondo : 監督ジュゼッペ・マリア・スコテーゼ、1960年 - 作曲
- Anonima cocottes : 監督カミッロ・マストロチンクェ、1960年 - 作曲
- 『コール22-22 シェリダン中尉』 Chiamate 22-22 tenente Sheridan : 監督ジョルジオ・ビアンキ、1960年 - 作曲・指揮
- 『胸甲騎兵』 Il corazziere : 監督カミッロ・マストロチンクェ、1960年 - 作曲
- 『ふたりの女』 La ciociara : 監督ヴィットリオ・デ・シーカ、1960年 - 作曲
- Pugni, pupe e marina : 監督ダニエーレ・ダンツァ、1961年 - 作曲・指揮・出演・本人役
- 『トッポ・ジージョの冒険』 Le avventure di topo Gigio : 監督フェデリコ・カルドゥーラ / ルカ・デ・リーコ、1961年 - 作曲
- 『乗務員たち』 Gli attendenti : 監督ジョルジオ・ビアンキ、1961年 - 作曲
- 『ローマの女奴隷』 La schiava di Roma : 監督セルジオ・グリーコ / フランコ・プロスペリ、1961年 - 作曲
- 『トトとペッピーノと甘い生活』 Totò, Peppino e la dolce vita : 監督セルジオ・コルブッチ、1961年 - 作曲
- 『ローマの幽霊』 Fantasmi a Roma : 監督アントニオ・ピエトランジェリ、1961年 - 指揮
- 『ローマ・オリンピック1960』 La grande olimpiade : 監督ロモロ・マルチェリーニ、1961年 - 作曲
- 『裸のラウラ』 Laura nuda : 監督ニコロ・フェッラーリ、1961年 - 作曲
- 『アトランティス征服』 Ercole alla conquista di Atlantide : 監督ヴィットリオ・コッタファーヴィ、1961年 - 作曲
- 『マチステ』 Maciste : 監督カルロ・カンポガリアーニ、1961年 - 作曲・指揮
- 『メトロポリスの巨人』 Il gigante di Metropolis : 監督ウンベルト・スカルペッリ、1961年 - 作曲・指揮
- 『狂気の爪跡・牙男』 Lycanthropus : 監督パオロ・ハーシュ、1961年 - 作曲 （フランシス・バーマン名義）
- 『ヘラクレス 魔界の死闘』 Ercole al centro della terra : 監督マリオ・バーヴァ、1961年 - 作曲
- 『ヒモ』 Il mantenuto : 監督ウーゴ・トニャッツィ、1961年 - 作曲
- 『夜のナンバーワンのトト』 Totò di notte n. 1 : 監督マリオ・アメンドーラ、1962年 - 作曲・指揮
- 『四人の僧侶』 I quattro monaci : 監督カルロ・ルドヴィコ・ブラガリア、1962年 - 作曲・指揮
- 『わが友ベニート』 Il mio amico Benito : 監督ジョルジオ・ビアンキ、1962年 - 作曲
- Dieci italiani per un tedesco (Via Rasella) : 監督フィリッポ・ウォルター・ラッティ、1962年 - 作曲
- 『侵略惑星スケルトン』 Il mostro dai occhi verdi, 伊語原題 I pianeti contro di noi : 監督ロマノ・フェラーラ、1962年 - 作曲
- 『ボッカチオ'70』 Boccaccio '70 : 監督マリオ・モニチェッリ / フェデリコ・フェリーニ / ルキノ・ヴィスコンティ / ヴィットリオ・デ・シーカ、1962年 - 作曲・サウンドトラック （"Riffa Cha Cha"の作曲）
- 『豪勇ゴライアス』 Le pillole di Ercole : 監督ヴィットリオ・コッタファーヴィ、1962年 - 作曲・指揮
- 『ひとりローマと戦う』 Solo contro Roma : 監督ハーバート・ワイズ （ルチアーノ・リッチ）、1962年 - 作曲
- 『戦闘』 La guerra continua : 監督レオポルド・サヴォーナ、1962年 - 作曲
- 『恐るべき七人』 I terribili sette : 監督ラファエッロ・マタラッツォ、1963年 - 作曲・指揮
- 『タブウ』 I tabù : 監督ロモロ・マルチェリーニ、1963年 - 作曲
- 『性の実話暴露』 In Italia si chiama amore : 監督ヴィルジリオ・サベル、1963年 - 作曲
- 『モンツァの僧侶』 Il monaco di Monza : 監督セルジオ・コルブッチ、1963年 - 作曲
- 『神話』 Il mito : 監督アディマーロ・サーラ、1963年 - 作曲
- 『淑女たち』 Gli onorevoli : 監督セルジオ・コルブッチ、1963年 - 作曲
- La ragazza di mille mesi : 監督ステーノ、1963年 - 作曲
- 『ヴェネツィアの小さなパン屋』 Il fornaretto di Venezia : 監督ドゥッチオ・テッサリ、1963年 - 作曲
- 『トトセクシー』 Totòsexy : 監督マリオ・アメンドーラ、1963年 - 作曲・サウンドトラック（"Penelope", "Jen Jen Twist"）
- 『詐欺師たち』 Gli imbroglioni : 監督ルチオ・フルチ、1963年 - 作曲（楽曲 "Roma nun fa' la stupida stasera" and "Ciumacchella de Transtevere"）
- 『怪物たち』 I mostri : 監督ディーノ・リージ、1963年 - 作曲
- 『昨日・今日・明日』 Ieri : 監督ヴィットリオ・デ・シーカ、1963年 - 作曲・指揮・出演・役 Giorgio Ferrario（"Anna"篇）
- 『訪問』 La visita : 監督アントニオ・ピエトランジェリ、1963年 - 作曲
- 『夜の話』 Una storia di notte : 監督ルイジ・ペトリーニ、1964年 - 作曲
- Che fine ha fatto Totò baby? : 監督オッタヴィオ・アレッシ、1964年 - 作曲 （ロマン・ヴァトロ名義）
- Alta infedeltà : 監督フランコ・ロッシ / エリオ・ペトリ / ルチアーノ・サルチェ / マリオ・モニチェッリ、1964年 - 作曲・指揮
- 『トト対マチステ』 Totò contro Maciste : 監督フェルナンド・チェルキオ、1964年 - 作曲
- Totò e Peppino divisi a Berlino : 監督ジョルジオ・ビアンキ、1964年 - 作曲・指揮
- 『良きイタリア人たち』 Italiani brava gente : 監督ジュゼッペ・デ・サンティス、1964年 - 作曲
- 『もしお許し願えれば女について話しましょう』 Se permettete parliamo di donne : 監督エットーレ・スコラ、1964年 - 作曲
- La ragazza in prestito : 監督アルフレード・ジャンネッティ、1964年 - 作曲
- 『気ままな情事』 Il magnifico cornuto : 監督アントニオ・ピエトランジェリ、1964年 - 作曲
- La mia signora : 監督マウロ・ボロニーニ / ティント・ブラス / ルイジ・コメンチーニ、1964年 - 作曲・指揮
- 『あゝ結婚』 Matrimonio all'italiana : 監督ヴィットリオ・デ・シーカ、1964年 - 作曲・指揮
- 『美しき家族たち』 Le belle famiglie : 監督ウーゴ・グレゴレッティ、1964年 - 作曲・指揮・サウンドトラック（"Caro amore mio"の作曲）
- 『木曜日』 Il giovedì : 監督ディーノ・リージ、1965年 - 作曲・指揮
- 『バンボーレ』 Le bambole : 監督ディーノ・リージ / ルイジ・コメンチーニ / フランコ・ロッシ / マウロ・ボロニーニ、1965年 - 作曲
- 『ガウチョ』 Il gaucho : 監督ディーノ・リージ、1965年 - 作曲・指揮
- Assassinio made in Italy : 監督シルヴィオ・アマディオ、1965年 - 作曲
- 『ゴールデン・ハンター』（ビデオ題『カサノヴァ'70』） Casanova '70 : 監督マリオ・モニチェッリ、1965年 - 作曲
- 『おとぼけ紳士録』 I complessi : 監督ディーノ・リージ / フランコ・ロッシ / ルイジ・フィリッポ・ダミーコ、1965年 - 作曲・指揮・出演・本人役（"Guglielmo il dentone"篇）
- 『黄金の七人』 Sette uomini d'oro : 監督マルコ・ヴィカリオ、1965年 - 作曲・指揮・音楽監督、ナストロ・ダルジェント作曲賞受賞（1966年）
- 『続・黄金の七人/レインボー作戦』 Il grande colpo dei sette uomini d'oro : 監督マルコ・ヴィカリオ、1965年 - 作曲・指揮
- Le Fate : 監督マウロ・ボロニーニ / マリオ・モニチェッリ / アントニオ・ピエトランジェリ / ルチアーノ・サルチェ、1966年 - 作曲・楽曲作曲（"Maga magò", "Ta, ta, ta, ta", "Walk into My Life"）・指揮
- 『結婚戦争』 Il marito è mio e l'ammazzo quando mi pare : 監督パスクァーレ・フェスタ・カンパニーレ、1966年 - 作曲
- 『イタリア式不倫』 Adulterio all'italiana : 監督パスクァーレ・フェスタ・カンパニーレ、1966年 - 作曲（楽曲 "Bada Caterina" and "Brillo e bollo"）・指揮
- 『スパイたちは花々を愛する』 Le spie amano i fiori : 監督ヒューバート・ハンフリー（ウンベルト・レンツィ）、1966年 - 作曲
- 『私たちの夫』 I nostri mariti : 監督ディーノ・リージ / ルイジ・フィリッポ・ダミーコ / ルイジ・ザンパ、1966年 - 作曲（ "Il Marito di Olga" and "Il marito di Attilia"）
- 『ナポリと女と泥棒たち』 Operazione San Gennaro : 監督ディーノ・リージ、1966年 - 作曲・指揮
- L'arcidiavolo : 監督エットーレ・スコラ、1966年 - 作曲
- Maigret à Pigalle : 監督マリオ・ランディ、1966年 - 作曲
- 『狂った大陸・これがアメリカだ』 America paese di Dio : 監督ルイジ・ヴァンツィ、ドキュメンタリー映画、1966年 - 作曲
- 『続 鎖の大陸/苦いパン』 Il pane amaro : 監督ジュゼッペ・マリア・スコテーゼ、1967年 - 作曲
- 『星空の用心棒』 Faccia d'angelo, 伊語原題 I lunghi giorni della vendetta : 監督スタン・ヴァンス （フロレスターノ・ヴァンチーニ）、1967年 - 作曲
- 『シチリアのドン・ジョヴァンニ』 Don Giovanni in Sicilia : 監督アルベルト・ラットゥアーダ、1967年 - 作曲（楽曲 "Quando ero un bebè" and "I Love You"）
- 『弾頭 危機一髪』 Muori lentamente... te la godi di più, 独語原題 Mister Dynamit - morgen küßt Euch der Tod : 監督フランツ・ヨセフ・ゴットリーブ、1967年 - 作曲
- 『危険な恋人』 Col cuore in gola : 監督ティント・ブラス、1967年 - 作曲
- 『奇想天外・泥棒大作戦』 Operazione San Pietro : 監督ルチオ・フルチ、1967年 - 作曲
- 『新・黄金の七人＝7×7』 Sette volte sette : 監督ミケーレ・ルーポ、1968年 - 作曲・指揮
- 『セックス・パニック/愛欲のイタリア女族物語』 Le dolci signore : 監督ルイジ・ザンパ、1968年 - 作曲
- 『LSD 5ドルで天国!?』 Acid - delirio dei sensi : 監督ジュゼッペ・マリア・スコテーゼ、1968年 - 作曲・指揮
- 『スピードは俺の稼業』 Il complotto, 英語原題 Rapporto Fuller : 監督テレンス・ハサウェイ（セルジオ・グリエコ）、1968年 - 作曲・指揮
- 『預言者』 Il profeta : 監督ディーノ・リージ、1968年 - 作曲・主題歌作曲・指揮
- 『私を虐めて抱きしめて』 Straziami : 監督ディーノ・リージ、1968年 - 作曲
- 『ファウスティーナ』 Faustina : 監督ルイジ・マーニ、1968年 - 作曲・指揮
- 『われらが英雄はアフリカにミステリアスに消えた友人を見つけるだろうか?』 Riusciranno i nostri eroi a ritrovare l'amico misteriosamente scomparso in Africa? : 監督エットーレ・スコラ、1968年 - 作曲
- 『女性上位時代』 La matriarca : 監督パスクァーレ・フェスタ・カンパニーレ、1968年 - 作曲
- 『裸に視える』 Vedo nudo : 監督ディーノ・リージ、1969年 - 作曲
- Nell'anno del Signore : 監督ルイジ・マーニ、1969年 - 作曲
- 『ママの気持ち』 Cuore di mamma : 監督サルヴァトーレ・サンペリ、1969年 - 指揮
- 『地獄のプラトーン』 L'urlo dei giganti, 西語原題 Hora cero: Operación Rommel : 監督ヘンリー・マンキウィッツ（レオン・クリモフスキー）、1969年 - 作曲
- 『どう、いつ、なぜ』 Come, quando, perché : 監督アントニオ・ピエトランジェリ、1969年 - 作曲・指揮
- 『全裸でどこ行くの?』 Dove vai tutta nuda? : 監督パスクァーレ・フェスタ・カンパニーレ、1969年 - 作曲
- 『警視ペペ』 Il commissario Pepe : 監督エットーレ・スコラ、1969年 - 作曲
- 『ラヴメイカー』 Lovemaker : 監督ウーゴ・リベラトーレ、1969年 - 作曲
- 『正常な若者』 Il giovane normale : 監督ディーノ・リージ、1969年 - 作曲

### 1970年代
- 『この晴れやかな十月の夜』 Quella chiara notte d'ottobre : 監督マッシモ・フランチオーザ、1970年 - 作曲
- 『ジェラシー』 Dramma della gelosia : 監督エットーレ・スコラ、1970年 - 作曲
- 『異教の夜明け』 Alba pagana : 監督ウーゴ・リベラトーレ、1970年 - 作曲
- 『ルーム17-17 税金の宮殿、税務署』 Stanza 17-17 palazzo delle tasse, ufficio imposte : 監督ミケーレ・ルーポ、1971年 - 作曲
- 『替え玉』 La controfigura : 監督ロモロ・グェッリエリ、1971年 - 作曲
- 『黄金の7人・1+6/エロチカ大作戦』 Homo Eroticus : 監督マルコ・ヴィカリオ、1971年 - 作曲
- 『結婚宣言』 La moglie del prete : 監督ディーノ・リージ、1971年 - 作曲
- 『既婚の司祭』 Il prete sposato : 監督マルコ・ヴィカリオ、1971年 - 作曲
- 『エロチカ海賊'73』 Il vichingo venuto dal sud : 監督ステーノ、1971年 - 作曲
- 『我ら女性の天性』 Noi donne siamo fatte così : 監督ディーノ・リージ、1971年 - 作曲
- 『許して、ロッコ・パパレオ』 Permette? Rocco Papaleo : 監督エットーレ・スコラ、1971年 - 作曲
- L'uccello migratore : 監督ステーノ、1972年 - 作曲・指揮
- 『バラキ』 Joe Valachi - I segreti di Cosa Nostra, 英語原題 The Valachi Papers : 監督テレンス・ヤング、1972年 - 作曲
- 『皆殺しハンター』 La mala ordina : 監督フェルナンド・ディ・レオ、1972年 - 作曲
- 『わが人生最良の宵』 La più bella serata della mia vita : 監督エットーレ・スコラ、1972年 - 作曲・音楽監督
- 『あゝ情熱』 Paolo il caldo : 監督マルコ・ヴィカリオ、1973年 - 作曲
- 『ラ・トスカ』 La Tosca : 監督ルイジ・マーニ、1973年 - 作曲・指揮
- 『恋と体操』 Amore e ginnastica : 監督ルイジ・フィリッポ・ダミーコ、1973年 - 作曲・指揮
- Sono stato io! : 監督アルベルト・ラットゥアーダ、1973年 - 作曲
- 『セッソ・マット』 Sessomatto : 監督ディーノ・リージ、1973年 - 作曲
- 『愚か者たちの道』 La via dei babbuini : 監督ルイジ・マーニ、1974年 - 作曲
- Di mamma non ce n'è una sola : 監督アルフレード・ジャンネッティ、1974年 - 作曲
- 『にがい恋』 Amore amaro : 監督フロレスターノ・ヴァンチーニ、1974年 - 作曲（楽曲 "Amore Amaro" and "Tema a Renata"）・指揮
- Voglia di lei, 仏語原題 Un amour comme le nôtre : 監督クロード・ピアソン、1974年 - 作曲
- 『女の香り』 Profumo di donna : 監督ディーノ・リージ、1974年 - 作曲
- 『あんなに愛しあったのに』 C'eravamo tanto amati : 監督エットーレ・スコラ、1974年 - 作曲・指揮・サウンドトラック（"E io ero Sandokan"の作曲）
- 『モナーテの銀行』 La banca di Monate : 監督フランチェスコ・マッサロ、1975年 - 作曲
- 『ああ新婚』 La moglie vergine : 監督フランコ・マルチネリ（マリノ・ジロラミ）、1975年 - 作曲
- 『白い電話』 Telefoni bianchi : 監督ディーノ・リージ、1976年 - 作曲
- 『三度目のハネムーン』 Luna di miele in tre : 監督カルロ・ヴァンツィーナ、1976年 - 作曲
- 『あなたが私にすることをすべて言って』 Dimmi che fai tutto per me : 監督パスクァーレ・フェスタ・カンパニーレ、1976年 - 作曲
- 『ビッグ・マグナム77』 Una magnum Special per Tony Saitta, 英語原題 A Special Magnum for Tony Saitta : 監督マーティン・ハーバート（アルベルト・デ・マルチーノ）、1976年 - 作曲
- 『明日からは豊かで誠実に』 E una banca rapinammo per fatal combinazion, 独語原題 Ab morgen sind wir reich und ehrlich : 監督フランツ・アンテル、1976年 - 作曲
- 『アヒルのオレンジ風味』 L'anatra all'arancia : 監督ルチアーノ・サルチェ、1976年 - 作曲
- 『醜い奴、汚い奴、悪い奴』（『醜く、汚く、意地悪く』） Brutti, sporchi e cattivi : 監督エットーレ・スコラ、1976年 - 作曲
- 『新婚初夜』 La prima notte di nozze : 監督コッラード・プリスコ、1976年 - 作曲
- 『悪い考え』 Cattivi pensieri : 監督ウーゴ・トニャッツィ、1976年 - 作曲
- 『あなたの知らないことの周辺』 Basta che non si sappia in giro!... : 監督ルイジ・コメンチーニ / ナンニ・ロイ / ルイジ・マーニ、1976年 - 作曲
- Il marito in collegio : 監督マウリツィオ・ルチディ、1977年 - 作曲
- 『特別な一日』 Una giornata particolare : 監督エットーレ・スコラ、1977年 - 作曲、ナストロ・ダルジェント作曲賞受賞（1978年）
- 『司祭の部屋』 La stanza del vescovo : 監督ディーノ・リージ、1977年 - 作曲・指揮
- Mogliamante : 監督マルコ・ヴィカリオ、1977年 - 作曲・ピアノ演奏
- 『法王の名において』 In nome del papa re : 監督ルイジ・マーニ、1977年 - 作曲
- 『新怪物たち』 I nuovi mostri : 監督マリオ・モニチェリ / ディーノ・リージ / エットーレ・スコラ、1977年 - 作曲
- 『テーブルに席を加えなさい』 Aggiungi un posto a tavola : 監督ジーノ・ランディ、テレビ映画、1978年 - 作曲
- L'alba dei falsi dei, 独語原題 Das fünfte Gebot : 監督ドゥッチオ・テッサリ、1978年 - 作曲
- 『人生は素晴らしい』 La vita è bella : 監督グリゴーリ・チュフライ、1979年 - 作曲
- 『ジキル博士と素敵な淑女』 Dottor Jekyll e gentile signora : 監督ステーノ、1979年 - 作曲
- 『ロバート・デ・ニーロのスワップ』 The Swap : 監督ジョン・C・ブロデリック、1979年 - 作曲（既成楽曲）

### 1980年代
- Despido improcedente : 監督ホアキン・ルイス・ロメロ・マルシェント、1980年 - 作曲（楽曲 "Deborah"）
- 『ナイーヴな恋人』 La amante ingenua : 監督ホセ・ウロア、1980年 - 作曲
- 『ラ・テラッツァ』 La terrazza : 監督エットーレ・スコラ、1980年 - 作曲
- Amori miei : 監督ステーノ、1980年 - 作曲・指揮
- Arrivano i bersaglieri : 監督ルイジ・マーニ、1980年 - 作曲
- 『パッション・ダモーレ』 Passione d'amore : 監督エットーレ・スコラ、1981年 - 作曲
- Zitto, quando parli, 仏語原題 Tais-toi quand tu parles! : 監督フィリップ・クレール、1981年 - 作曲・指揮
- 『なぜわれわれは愛し合わないのか?』 Perché non facciamo l'amore? : 監督マウリツィオ・ルチディ、1981年 - 作曲
- Viuuulentemente mia : 監督カルロ・ヴァンツィーナ、1982年 - 作曲
- Sarâb : 監督アブデラフィード・ブーアシダ、1982年 - 作曲
- 『ナース助手』 Il paramedico : 監督セルジオ・ナスカ、1982年 - 作曲
- 『ヴァンセンヌの夜』 Il mondo nuovo, 仏語原題 La nuit de Varennes : 監督エットーレ・スコラ、1982年 - 作曲
- 『グランド・ホテル・エクセルシオール』 Grand Hotel Excelsior : 監督フランコ・カステッラーノ / ジュゼッペ・モッチア、1982年 - 作曲
- 『オレよりイカしたヤツは死ね』 Plus beau que moi, tu meurs : 監督フィリップ・クレール、1982年 - 作曲
- 『タッキア伯爵』 Il conte Tacchia : 監督セルジオ・コルブッチ、1982年 - 作曲
- 『シング・シング』 Sing Sing : 監督セルジオ・コルブッチ、1983年 - 作曲
- 『アバンチュールはデュエットで』 Mystère : 監督カルロ・ヴァンツィーナ、1983年 - 作曲
- 『ル・バル』 Ballando ballando, 伊語原題 Le bal : 監督エットーレ・スコラ、1983年 - 音楽アドヴァイザー
- 『ピンク・フランケンシュタイン』 Frankenstein 90 : 監督アラン・ジェシュア、1984年 - 作曲
- Quien pelea : 監督ロベルト・マヨッコ、1985年 - 作曲
- 『マカロニ』 Maccheroni : 監督エットーレ・スコラ、1985年 - 作曲
- 『心の棘』 Una spina nel cuore : 監督アルベルト・ラットゥアーダ、1986年 - 作曲
- Un'isola : 監督カルロ・リッツァーニ、テレビ映画、1986年 - 作曲
- 『ミス・アリゾナ』 Miss Arizona : 監督パル・サンドール、1987年 - 作曲
- 『ラ・ファミリア』 La famiglia : 監督エットーレ・スコラ、1987年 - 作曲、ナストロ・ダルジェント作曲賞受賞（1987年）
- 『ふたりの女』 La ciociara : 監督ディーノ・リージ、テレビ映画、1988年 - 作曲
- I giorni del commissario Ambrosio : 監督セルジオ・コルブッチ、1988年 - 作曲・指揮
- 『スプレンドール』 Splendor : 監督エットーレ・スコラ、1989年 - 作曲・指揮
- Mano rubata : 監督アルベルト・ラットゥアーダ、テレビ映画、1989年 - 作曲
- 『BARに灯ともる頃』 Che ora è? : 監督エットーレ・スコラ、1989年 - 作曲

### 1990年代
- 『フラカッサ隊長の旅』 Il viaggio di Capitan Fracassa : 監督エットーレ・スコラ、1990年 - 作曲
- Cattiva : 監督カルロ・リッツァーニ、1991年 - 作曲
- Donne sottotetto : 監督ロベルト・ジャンナレッリ、1992年 - 作曲
- Cinecittà... Cinecittà : 監督レンツォ・バドリザーニ、1992年 - 作曲
- Gangsters : 監督マッシモ・グリエルミ、1992年 - 作曲
- 『マリオとマリアそしてマリオ』 Mario, Maria e Mario : 監督エットーレ・スコラ、1993年 - 作曲・指揮
- 『ベルリン '39』 Berlin '39 : 監督セルジオ・ソッリーマ、1994年 - 作曲
- 『貧しき若者の小説』 Romanzo di un giovane povero : 監督エットーレ・スコラ、1995年 - 作曲・指揮
- 『若く美しい者たち』 Giovani e belli : 監督ディーノ・リージ、1996年 - 作曲
- 『不滅の名優マルチェロ・マストロヤンニ』 Marcello Mastroianni: mi ricordo, sì, io mi ricordo : 監督アンナ・マリア・タト、1997年 - 作曲・指揮・サウンドトラック（"Questo si chiama amora", "Piaceva alle donne", "Il mio nome", "Valentino Tango"）
- 『星降る夜のリストランテ』 La cena : 監督エットーレ・スコラ、1998年 - 作曲・指揮

### 2000年代
- 『不公平な競争』 Concorrenza sleale : 監督エットーレ・スコラ、2001年 - 作曲・ピアノフォルテ演奏
- 『パスクィーノの夜』 La notte di Pasquino : 監督ルイジ・マーニ、テレビ映画、2003年 - 作曲
- 『ローマの人々』 Gente di Roma : 監督エットーレ・スコラ、2003年 - 作曲・指揮
- 『キル・ビル』 Kill Bill: volume 1, 英語原題 Kill Bill: Vol. 1 : 監督クェンティン・タランティーノ、2003年 - サウンドトラック （"I Lunghi Gioni Della Vendetta / The Long Day of Vengeance"の作曲、"I Lunghi Gioni Della Vendetta / The Long Day of Vengeance"の翻案）
- Sans douleur : 監督エリック・パクー、2004年 - 作曲
- La terra del ritorno, 英語原題 Lives of the Saints : 監督ジェリー・チッコリッティ、テレビ映画、2004年 - 作曲
- 『マルチェロ・マストロヤンニ 甘い追憶』 Marcello : 監督マリオ・カナーレ / アンナローザ・モッリ、2006年 - 作曲・出演・本人役
- 『ゲット スマート』 Agente Smart - Casino totale, 英語原題 Get Smart : 監督ピーター・シーガル、2008年 - サウンドトラック （ "Anna(El Negro Zumbon)"の作曲）
- La vita è una cosa meravigliosa : 監督カルロ・ヴァンツィーナ、2010年 - 作曲
- 『最後の豹 ゴッフレード・ロンバルドの肖像』 L'ultimo gattopardo: Ritratto di Goffredo Lombardo : 監督ジュゼッペ・トルナトーレ、2010年 - 出演・本人役（ゴッフレード・ロンバルドについてのドキュメンタリー）

## 関連事項
- イタリア式コメディ
- ダヴィド・ディ・ドナテッロ賞 （en:David di Donatello Awards）
- フライアーノ賞 （en:Flaiano Prize）
- ジュゼッペ・デ・サンティス （en:Giuseppe De Santis）
- パル・サンドール （en:Pál Sándor (director)）